# Уджеланг
Уджеланг (Узьлян) (англ. Ujelang, марш. Wūjlan̄ [u̯u͡izʲ(e)lʲæ͡ɑŋ]) — атолл из 30 островов в Тихом океане в составе цепи Ралик (Маршалловы Острова). Наибольший остров также называется Уджеланг. Площадь сухопутной части составляет только 1,74 км², но прилегающая к нему лагуна имеет площадь 65,9 км². Необитаем.

## История
С 1880 года атолл являлся частным владением немецких компаний, занимающихся выращиванием плантаций копры. В 1935 году на атолле осталось около 40 жителей.
21 декабря 1947 года на Уджеланг были переселены 145 жителей атолла Эниветок для того, чтобы не мешать проведению ядерных испытаний. К 1973 году население увеличилось до 342 человек. После дезактивации территории атолла Эниветок в 1980 году все жители вернулись туда, однако вскоре около сотни человек возвратилось на Уджеланг, так как не смогли найти источников существования. Однако, они проживали там недолго и к 1989 году атолл вновь стал необитаемым.
В настоящее время остров редко посещается и имеет только прежнюю штаб-квартиру немецкой компании по выращиванию копры, как память о прошедшем времени.